# Wuslowe (Tscherwonohrad)
Wuslowe (ukrainisch Вузлове; russisch Узловое Uslowoje, polnisch Chołojów) ist ein Dorf im Norden der ukrainischen Oblast Lwiw mit etwa 1400 Einwohnern (2020).
Am 12. Juni 2020 wurde das Dorf ein Teil der neu gegründeten Stadtgemeinde Radechiw im Rajon Tscherwonohrad, bis dahin war es das administrative Zentrum der gleichnamigen Landratsgemeinde im Rajon Radechiw, zu der noch die Dörfer Babytschi (Бабичі), Nestanytschi (Нестаничіі), Rakowyschtsche (Раковищеі) und Schajnohy (Шайногиі) gehörten.

## Geschichte
Der Ort wurde 1462 zum ersten Mal schriftlich erwähnt und lag zunächst in der Woiwodschaft Bełz als Teil der Adelsrepublik Polen. Von 1772 bis 1918 gehörte er unter seinem polnischen Namen Chołojów zum österreichischen Galizien.
Nach dem Ende des Ersten Weltkrieges kam der Ort zu Polen (in die Woiwodschaft Tarnopol, Powiat Radziechów, Gmina Chołojów), wurde im Zweiten Weltkrieg ab September 1939 von der Sowjetunion und dann ab Sommer 1941 bis 1944 von Deutschland besetzt, hier wurde der Ort in den Distrikt Galizien eingegliedert.
Nach dem Ende des Krieges wurde der Ort der Sowjetunion zugeschlagen, dort kam das Dorf zur Ukrainischen SSR und ist seit 1991 ein Teil der heutigen Ukraine. Am 18. Juli 1946 wurde der Ort in Wuslowe (deutsch „Knoten“) umbenannt.

## Geographie
Wuslowe liegt am Ufer der Cholojiwka (Холоївка), einem 18 km langen Nebenfluss des Bug, der dem Dorf seinen ursprünglichen Namen gab, sowie an der Fernstraße N 17 und der Bahnstrecke Lwiw–Kiwerzi 10 km südwestlich vom Rajonzentrum ehemaligen Radechiw und etwa 65 km nordöstlich von der Oblasthauptstadt Lwiw.